# Araneus trifolium
Araneus trifolium este o specie de păianjeni din genul Araneus, familia Araneidae. A fost descrisă pentru prima dată de Hentz, 1847. Conform Catalogue of Life specia Araneus trifolium nu are subspecii cunoscute.